# Хеди Ламар
Хеди Ламар (енгл. Hedy Lamarr; Беч, 9. новембар 1914 — Алтамонт Спрингсу (Флорида), 19. јануар 2000) била је аустријско-америчка инжењерка, проналазач и глумица. Док је живела у Аустрији била је позната као Хедвиг Ева Марија Кислер да би у Америци своје име променила у Хеди Ламар.
Макс Рајнхарт, чувени филмски и позоришни редитељ, изјављивао је да је Хеди Ламар најлепша жена у Европи. Када је емигрирала у Америку, о њој се писало као „најлепшој жени на филму”. У то време била је једна од најплаћенијих глумица на свету.
Иако су јој глумачки квалитети неспорни, већи значај, од њених филмских остварења, представљају патенти ове холивудске филмске диве. Хеди Ламар је била пионир бежичних комуникација и данас се производи који користе њен патент, налазе у свакој кући.
Њен „систем тајних комуникација” је против нациста успешно примењивала војска Сједињених Америчких Држава у Другом светском рату. Хеди Ламар је заједно са Џорџом Антејлом,  1941. године регистровала патент технологије проширеног спектра, које је након 10 година почела да користи Америчка морнарица да би се убрзо проширио на читаву војску.
Нагли развој дигиталних комуникација, без патента Хеди Ламар, не би био могућ. Њен патент се успешно примењује код мобилних телефона, факс апарата и свих бежичних уређаја.
Живела је 86 година, била је мајка троје деце из свеукупно 7 бракова. Снимила је преко 30 филмова.
Аустрија, Немачка и Швајцарска, обележавају Дан проналазача 9. новембра, када је рођена Хеди Ламар.

## Проналасци
За време снимања филмова, између сцена, у својој приколици креирала је тајну револуционарну технологију.
Изумeла је метод трансмисије радио-зрачења прескакања фреквенције (енгл. Frequency-hopping spread spectrum), који је коришћен за циљање подморница и спровођење блокаде Кубе током Кубанске ракетне кризе и спречавање aрмагедона. Такође је то данас део начина на који GPS, Блутут и Wi-Fi функционишу.
Била је плодан проналазач, изумeвши флуоресцентне огрлице за кућне љубимце, спорогореће штапине за близину, као и ароме за храну.

## Филмографија
| Улоге Хеди Ламар |                    |               |                 |          |
| Година           | Српски назив       | Изворни назив | Улога           | Напомена |
| 1933.            | Екстаза            |               | Ева Херман      |          |
| 1938.            | Алжир              |               | Габи            |          |
| 1940.            | Петролеј           |               | Карен Ванмир    |          |
| 1941.            | Зигфилдова девојка |               | Сандра Колтер   |          |
| 1942.            | Кварт Тортиља      |               | Долорес Рамирез |          |
| 1949.            | Самсон и Далила    |               | Далила          |          |